# Polečnice

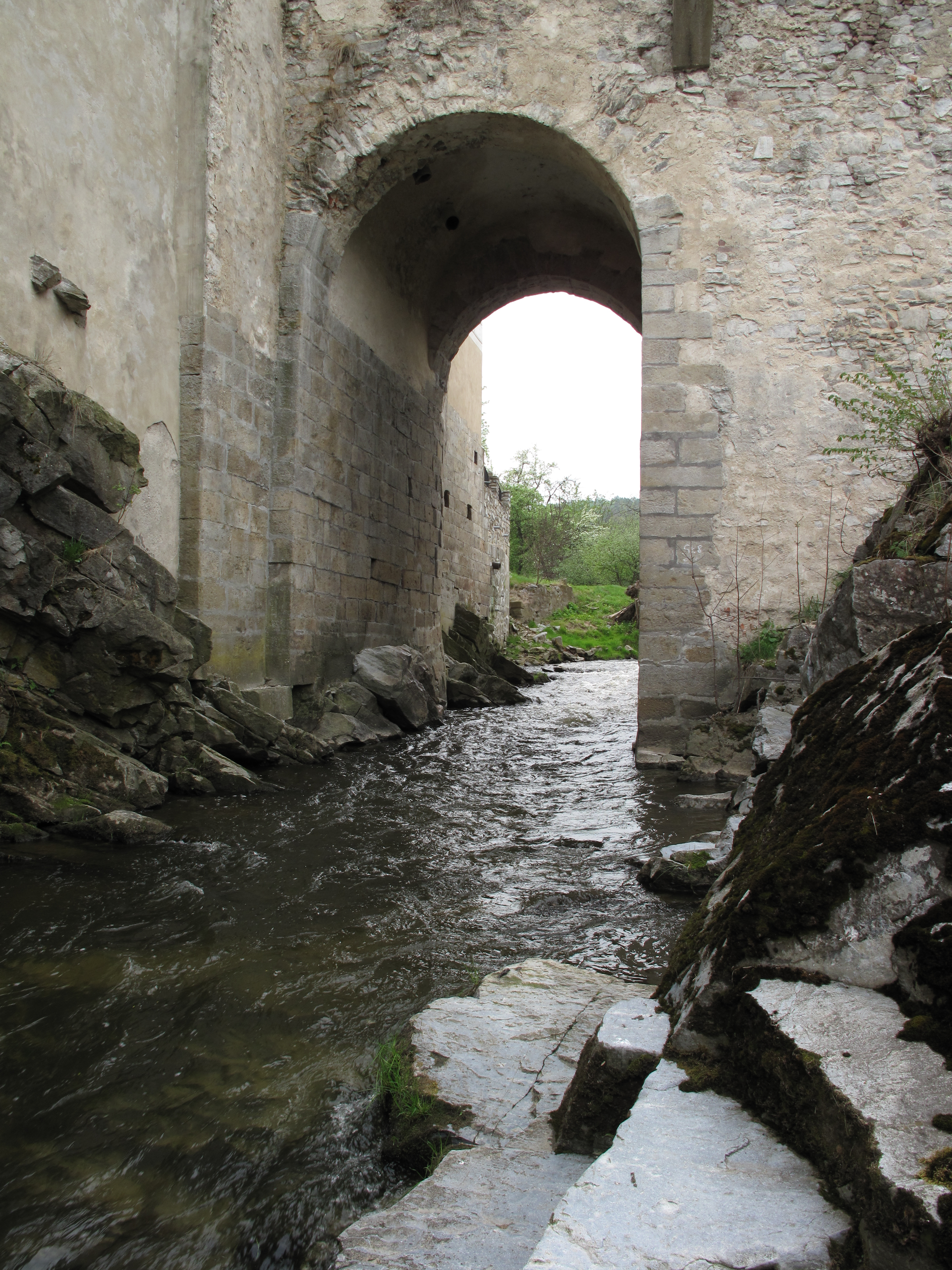
Die Polečnice unter der Latránbrücke am Budweiser Tor

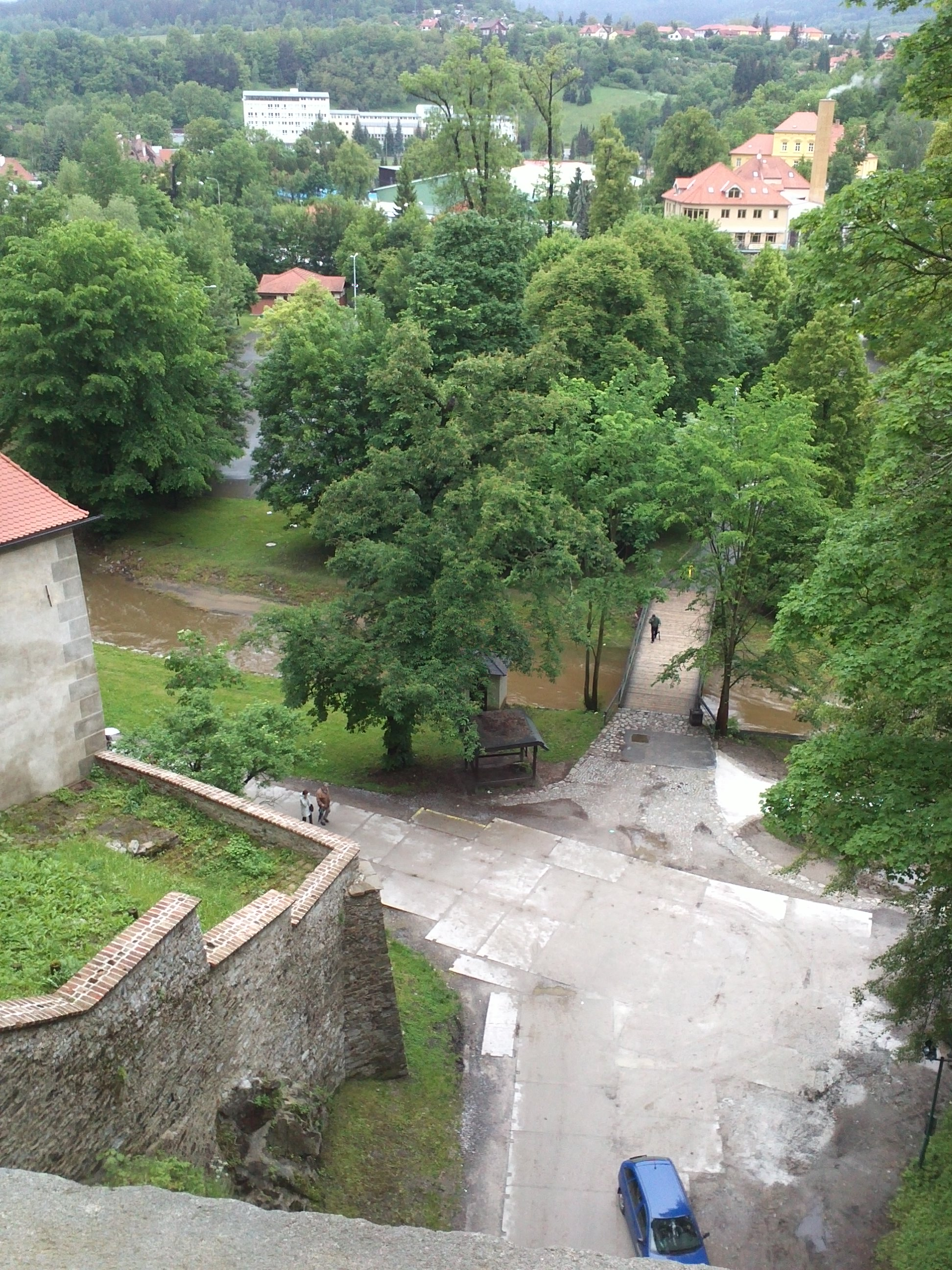
Blick von der Mantelbrücke auf die Polečnice

Die Polečnice, auch Kájovský potok, Mlýnský potok, Hořický potok bzw. Chvalšinský potok (deutsch Blätterbach, abschnittsweise auch Grundbach, Mühlbach, Höritzer Bach, Gojauer Bach) ist ein linker Zufluss der Moldau/Vltava in Tschechien.

## Verlauf
Der Bach entspringt südlich der Wüstung Veselí (Schneidetschlag) auf dem Truppenübungsplatz Boletice. Seine Quelle befindet sich am südlichen Fuße des Příčník (961 m n.m.) und des Dřevíč (961 m n.m.) in der zum Böhmerwaldvorland gehörigen Českokrumlovská vrchovina (Krummauer Hügelland). An ihrem nach Süden führenden Oberlauf fließt die Polečnice westlich der Vysočina (910 m n.m.) vorbei an den Wüstungen Míšňany (Meisetschlag) und Javoří (Michetschlag) bis zur Wüstung Mladoňov (Plattetschlag), wo sie südöstliche Richtung nimmt. Entlang ihres weiteren Laufes liegen die Wüstung Bláto (Benetschlag), Polečnice (Neustift), Polná na Šumavě (Stein im Böhmerwald) und die Wüstung Lštín (Irresdorf); auf diesem Abschnitt wird die Polečnice am Hügel Červený kopeček (797 m n.m.) in den Teichen Horní polečnický rybník und Dolní polečnický rybník gestaut. Unterhalb von Polná na Šumavě windet sich der Bach in zahlreichen Mäandern vorbei an den Wüstungen Horní Brzotice (Perschetitz) und Dolní Brzotice (Böhmdorf) zunächst nach Nordosten. Danach fließt er vorbei an den Wüstungen Hořičky (Hörwitzl), Svíba (Schwiegrub) und Kovářovice (Schmieding) in südliche Richtung und verlässt das Militärgebiet. Anschließend folgen entlang der Polečnice die Ortschaften Provodice (Probolden), Drahoslavice (Droschlowitz), Stěžerov (Fischern), Mlýnské Údolí und Mýto (Mauthstadt). Am nördlichen Ortsrand von Hořice na Šumavě wendet sich der Bach nach Nordosten und fließt vorbei an Šebanov (Schöbersdorf), Skláře (Teutschmannsdorf), Žestov (Schestau), Čertův Mlýn, Kladenské Rovné (Ruben), U Bugenů, Vaňkův Mlýn, U Dumků, Mezipotočí (Nespoding), Jezvinec, Novosedly (Neusiedl), Záhorkov (Ahorn), Kájov und Kladné (Kladen). Ab dem Křenovský Dvůr (Krenauer Hof) bildet die Polečnice ein tief eingeschnittenes Tal und führt in mehreren Flussschleifen an Staré Dobrkovice (Alt Turkowitz) und Nové Dobrkovice (Neu Turkowitz) nach Osten bis Český Krumlov. Südlich der Polečnice erstreckt sich auf einem langgezogenen Felssporn zwischen den Tälern von Polečnice und Moldau das Areal des Schlosses Český Krumlov. Nach 30 Kilometern mündet die Polečnice in Český Krumlov zwischen den Stadtteilen Latrán (Latron) und Špičák (Spitzenberg) durch einen Felskanal bei der Budějovická brána (Budweiser Tor) in die Moldau.
Der größte Zufluss der Polečnice ist der Chvalšinský potok (Kalschinger Bach); der deutsche Name Blätterbach bezeichnet nur den Unterlauf des Baches ab dem Zusammenfluss des Gojauer Baches mit dem Kalschinger Bach. Die Polečnice ist auf ihrem Unterlauf auf einer Länge von neun Kilometern nach der Schneeschmelze bis Mai sowie nach starken Regenfällen befahrbar.
Zwischen der Ansiedlung Polečnice und Český Krumlov folgt die Bahnstrecke České Budějovice–Černý Kříž dem Bach; sie überbrückt ihn bei Polná na Šumavě, Svíba und Staré Dobrkovice dreimal.

## Geschichte
Nördlich des Schlosses Český Krumlov befand sich im Tal der Polečnice der Krummauer Hirschgarten. Er wurde zu Zeiten der Herren von Rosenberg angelegt. Nachdem die Tiere beim verheerenden Sommerhochwasser von 1848 ertranken, wurde er aufgelöst.
Die ursprüngliche Mündung der Polečnice in die Moldau lag etwa 100 Meter nördlich der jetzigen bei Špičák. Der tiefe Felskanal vor dem Budweiser Tor in Latrán wurde im Zuge der Anlegung des ehemaligen Hirschgartenteiches als dessen Abflusskanal künstlich angelegt.
Bei Nové Dobrkovice befindet sich im Tal der Polečnice der Dobrkovický Hamr (Turkowitzer Hammer). Die ehemalige Hammerschmiede, zu der früher auch ein Kupferhammer gehörte, ist als Technisches Denkmal geschützt. Am Hang über dem Hammer liegt die Dobrkovická jeskyně bzw. jeskyně U Hamru (Turkowitzer Höhle). Flussabwärts folgen die Wasserkunst des Schlossgartens sowie ein ehemaliges Graphitbergwerk, das heute teilweise als Schaubergwerk dient.

## Zuflüsse
- Brzotický potok (l), bei Horní Brzotice
- Květušínský potok (r), bei Stěžerov
- Hořický potok (r), bei Hořice na Šumavě
- Čertice (r), bei Žestov
- Drahoslavický potok (l), bei Čertův Mlýn
- Škeblice (l), bei U Bugenů
- Kaliště (r), oberhalb Novosedly
- Kájovský potok (l), in Kájov
- Kladenský potok (r), unterhalb Kladné
- Chvalšinský potok, auch Třebovický potok (l), bei Křenovský Dvůr
- Hučnice (l), in Nové Dobrkovice